# Galoli (Sprache)
Galoli (Lo'ok, Galole, Galolen, Glolen, Galóli)  ist eine austronesische Sprache, die in Osttimor von über 16.000 Menschen gesprochen wird. Daneben gibt es eine Gruppe von Auswanderern aus Timor, die an der Südküste der indonesischen Insel Wetar siedelten. Diese sprechen mit Talo (Talur) einen eigenen Dialekt, der für die timoresischen Galoli noch immer verständlich ist.

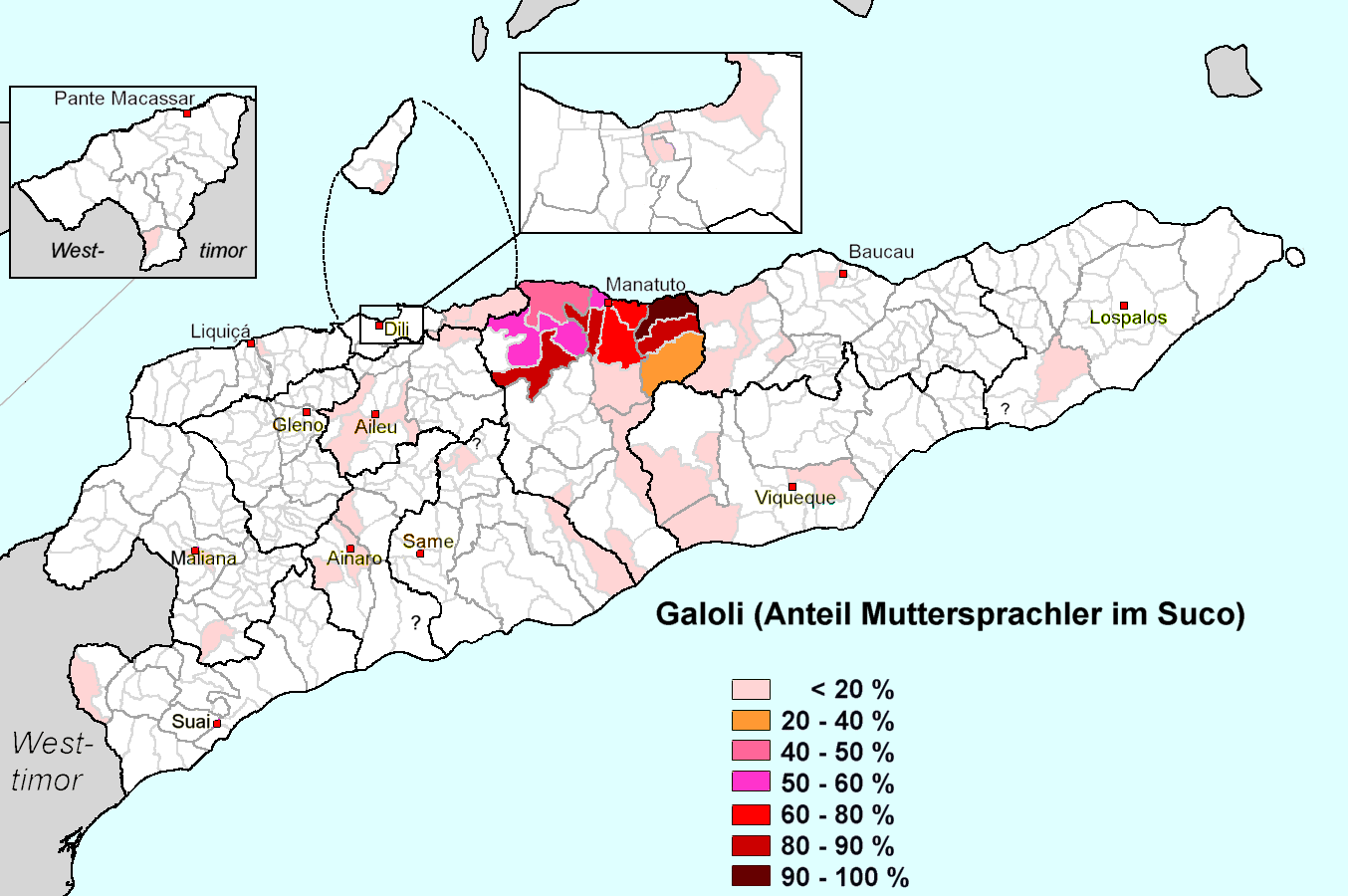
Anteil von Galoli-Muttersprachlern in den Sucos Osttimors.

Galoli gehört zu den malayo-polynesischen Sprachen. 16.266 Einwohner Osttimors geben sie als ihre Muttersprache an. Da ihre Heimatregion als Handelszentrum vieler Kulturen benutzt wurde, gibt es viele Lehnwörter aus anderen Sprachen, hauptsächlich von Sprachen der Molukken und dem Malaiischen. Die katholische Kirche verwendet in der Region Galoli als Liturgiesprache und hat damit die Grammatik und den Wortschatz festgelegt. Galoli ist auch nahe verwandt mit Wetar, wobei Wetar noch mehr vom Malaiischen beeinflusst wurde. Galoli ist eine der 15 in der Verfassung anerkannten Nationalsprachen Osttimors.
Als Erster studierte der Pater Manuel Maria Alves da Silva, der Pfarrer von Manatuto, Ende des 19. Jahrhunderts die Sprache.
| Vergleich von Galoli in Manatuto und Talo in Wetar |                   |        |
| Zahl                                               | Galoli (Manatuto) | Talo   |
| 1                                                  | nehe              | nehe   |
| 2                                                  | irua              | erua   |
| 3                                                  | itelu             | etelu  |
| 4                                                  | ihaat             | ehaat  |
| 5                                                  | ilima             | elima  |
| 6                                                  | ineen             | eneem  |
| 7                                                  | ihitu             | ehitu  |
| 8                                                  | ihaa              | ehaa   |
| 9                                                  | isia              | esia   |
| 10                                                 | sanulu            | sanulo |